# Raymond Gigot

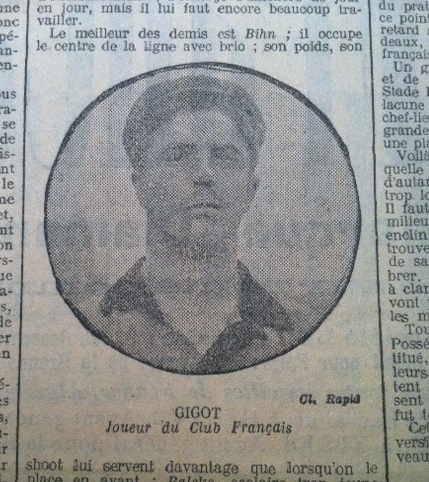
Gigot 1910 in einem Zeitungsartikel

Raymond Gigot (* 11. Mai 1885 in Perpignan; † 25. September 1915 in Neuville-Saint-Vaast) war ein französischer Fußballspieler.

## Leben und Karriere
Der Abwehrspieler Gigot trug in den frühen Jahren des 20. Jahrhunderts das Trikot des französischen Hauptstadtvereins Club Français Paris. Er zeigte derart gute Leistungen, dass er kurz vor seinem 20. Geburtstag für eines der ersten Länderspiele in der Geschichte der französischen Nationalmannschaft berücksichtigt wurde. Am 7. Mai 1905 lief er an der Seite seiner Vereinskollegen Fernand Canelle und Georges Garnier für Frankreich auf und musste eine 0:7-Niederlage gegen Belgien hinnehmen. Für weitere Einsätze wurde er nicht berücksichtigt. Im Sommer 1905 wechselte er vom Club Français zum Stadtrivalen Stade Français. Am Ersten Weltkrieg musste er als Soldat teilnehmen und fiel im September 1915 im Alter von 30 Jahren bei einer Offensive der französischen Armee im Artois. Er ist einer von vier Nationalspielern des Landes, die dieses Schicksal erlitten.